# Francesco La Vega

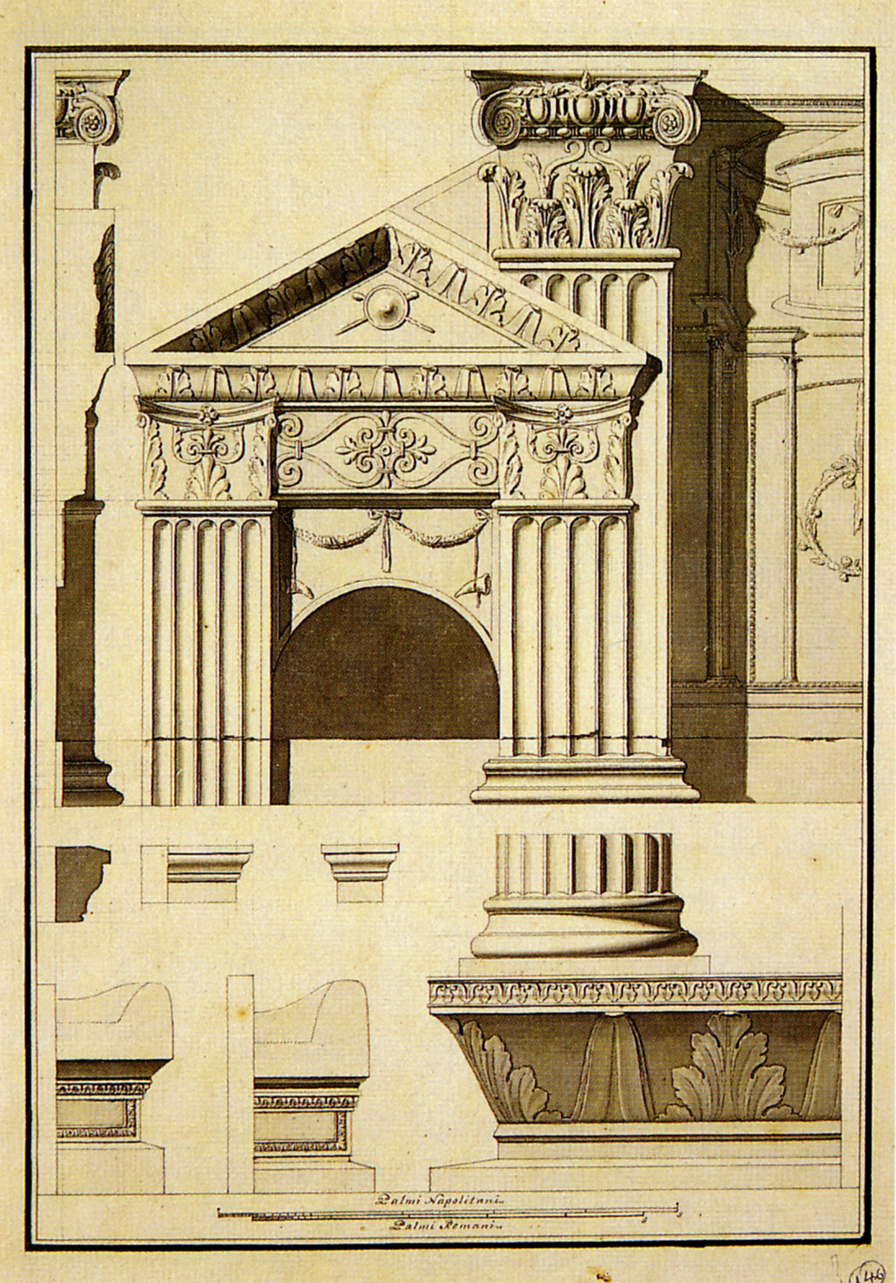
Disegno del Tempio di Iside (Scavi di Pompei) di Francesco La Vega

Francesco La Vega (Roma, 25 giugno 1737 – Portici, 24 dicembre 1804) è stato un archeologo, ingegnere militare, architetto e disegnatore italiano.

## Biografia
Figlio dell'omonimo pittore spagnolo, da giovane si recò a Napoli alla corte di Carlo di Borbone, il quale lo inviò a Roma finanziandogli gli studi di architettura antica presso i salotti del Grand Tour.
Nel 1762 conseguì il primo premio del concorso clementino di prima classe, bandito dall'Accademia nazionale di San Luca e rientrò a Napoli arruolandosi nel Corpo degli Ingegneri del Genio. Nel 1764 prese il posto del defunto Karl Jakob Weber come responsabile degli scavi archeologici di Ercolano affiancando il famoso ingegnere Roque Joaquín de Alcubierre nelle operazioni di scavo dell'antica Pompei. Alla morte di Alcubierre nel 1780, divenne il direttore degli scavi di Ercolano e Pompei, carica che mantenne finché visse.
Raggiunto il grado di colonnello, il 2 luglio 1781 fu nominato direttore del Museo Ercolanense di Portici e dal 1787 membro dell'Accademia Ercolanese di cui fu anche segretario.

Come architetto, in seguito al terremoto della Calabria meridionale del 1783, fu inviato sul luogo del disastro per effettuare dei rilievi nelle zone distrutte dal sisma, per poi inviarli al vicario generale Francesco Pignatelli delle relazioni molto particolareggiate per pianificarne la ricostruzione.
Curò sistematicamente le campagne di scavo dell'area archeologica vesuviana, allestendone ambienti e reperti. Portò alla luce i resti del tempio di Iside, l'odeon, il teatro, il foro Triangolare e i suoi edifici, il quadriportico dei Teatri, la casa dei Gladiatori, la palestra Sannitica e la villa di Diomede. Tra il 1764 ed il 1765 curò una campagna di scavi nella villa dei Papiri, ma in seguito alle esalazioni tossiche di mofete, dovette chiudere tutti i pozzi di aerazione ed i cunicoli.
Brillante disegnatore, oltre ad effettuare numerosi rilievi dei maggiori edifici di Pompei, numerosi sono anche i disegni relativi a diversi centri del Regno delle Due Sicilie.
Le sue spoglie riposano nella basilica di Santa Maria della Natività e San Ciro di Portici.

## Opere
- Pianta della parte inferiore del Teatro di Ercolano, Napoli, 1764-1804.
- Prospetto esterno di un teatro romano, Napoli, 1764-1804.
- Prospetto interno di un edificio romano, Napoli, 1764-1804.
- Sezione di un edificio da adibire a canetteria, Napoli, 1764-1804.
- Teatro di Ercolano, Napoli, 1764-1804.
- Carta del Golfo di Pozzuoli e dei Campi Flegrei[2]
- Carta topografica del Vesuvio rappresentante il suolo della base antecedente l'eruzione del 79[2]
- Carta topografica del Vesuvio rappresentante la base delle correnti laviche del 1798[2]
- Carte topografiche e corografiche di molte città del Regno di Napoli e di Sicilia[2]